# Белица (Пловдивская область)
Белица (болг. Белица) — село в Болгарии. Находится в Пловдивской области, входит в общину Лыки. Население составляет 227 человек.

## Политическая ситуация
В местном кметстве Белица, в состав которого входит Белица, должность кмета (старосты) исполняет Росица Векилова Желева (Болгарская социалистическая партия (БСП)) по результатам выборов.
Кмет (мэр) общины Лыки — Красимир Славчев Манов (Болгарская социалистическая партия (БСП)) по результатам выборов.